# العلاقات الماليزية الميكرونيسية
العلاقات الماليزية الميكرونيسية هي العلاقات الثنائية التي تجمع بين ماليزيا وولايات ميكرونيسيا المتحدة.

## مقارنة بين البلدين
هذه مقارنة عامة ومرجعية للدولتين:
| وجه المقارنة                                              | ماليزيا       | ولايات ميكرونيسيا المتحدة |
| --------------------------------------------------------- | ------------- | ------------------------- |
| المساحة (كم2)                                             | 330.29 ألف    | 702                       |
| عدد السكان (نسمة)                                         | 31.62 مليون   | 105.54 ألف                |
| الكثافة السكانية (ن./كم²)                                 | 95.73         | 15.03 ألف                 |
| العاصمة                                                   | كوالالمبور    | باليكير                   |
| اللغة الرسمية                                             | لغة ماليزية   | لغة إنجليزية              |
| العملة                                                    | رينغيت ماليزي | دولار أمريكي              |
| الناتج المحلي الإجمالي (بليون دولار)                      | 314.50 مليار  | 336.43 مليون              |
| الناتج المحلي الإجمالي (تعادل القوة الشرائية) بليون دولار | 817.43 مليار  | 365.27 مليون              |
| الناتج المحلي الإجمالي الاسمي للفرد دولار أمريكي          | 9.77 ألف      | 3.02 ألف                  |
| الناتج المحلي الإجمالي للفرد دولار أمريكي                 | 25.64 ألف     |                           |
| مؤشر التنمية البشرية                                      | 0.779         | 0.640                     |
| رمز المكالمات الدولي                                      | +60           | +691                      |
| رمز الإنترنت                                              | .my           | .fm                       |
| المنطقة الزمنية                                           | ت ع م+08:00   |                           |

## منظمات دولية مشتركة
يشترك البلدان في عضوية مجموعة من المنظمات الدولية، منها:
| علم المنظمة | اسم المنظمة                               | تاريخ انضمام ماليزيا | تاريخ انضمام ولايات ميكرونيسيا المتحدة |
| ----------- | ----------------------------------------- | -------------------- | -------------------------------------- |
|             | منظمة حظر الأسلحة الكيميائية              | ?                    | ?                                      |
|             | البنك الدولي للإنشاء والتعمير             | 7 مارس 1958          | 24 يونيو 1993                          |
|             | المركز الدولي لتسوية المنازعات الاستشارية | 14 أكتوبر 1966       | 24 يوليو 1993                          |
|             | الأمم المتحدة                             | 17 سبتمبر 1957       | 17 سبتمبر 1991                         |
|             | بنك التنمية الآسيوي                       | 1966                 | 1990                                   |
|             | يونسكو                                    | 16 يونيو 1958        | 19 أكتوبر 1999                         |
|             | وكالة ضمان الاستثمار متعدد الأطراف        | 6 ديسمبر 1991        | 11 أغسطس 1993                          |
|             | مؤسسة التنمية الدولية                     | 24 سبتمبر 1960       | 24 يونيو 1993                          |
|             | مؤسسة التمويل الدولية                     | 20 مارس 1958         | 24 يونيو 1993                          |
|             | الاتحاد الدولي للاتصالات                  | 3 فبراير 1958        | 18 مارس 1993                           |

## وصلات خارجية
- موقع وزارة الخارجية الماليزية